# Dolmen von Lestriguiou

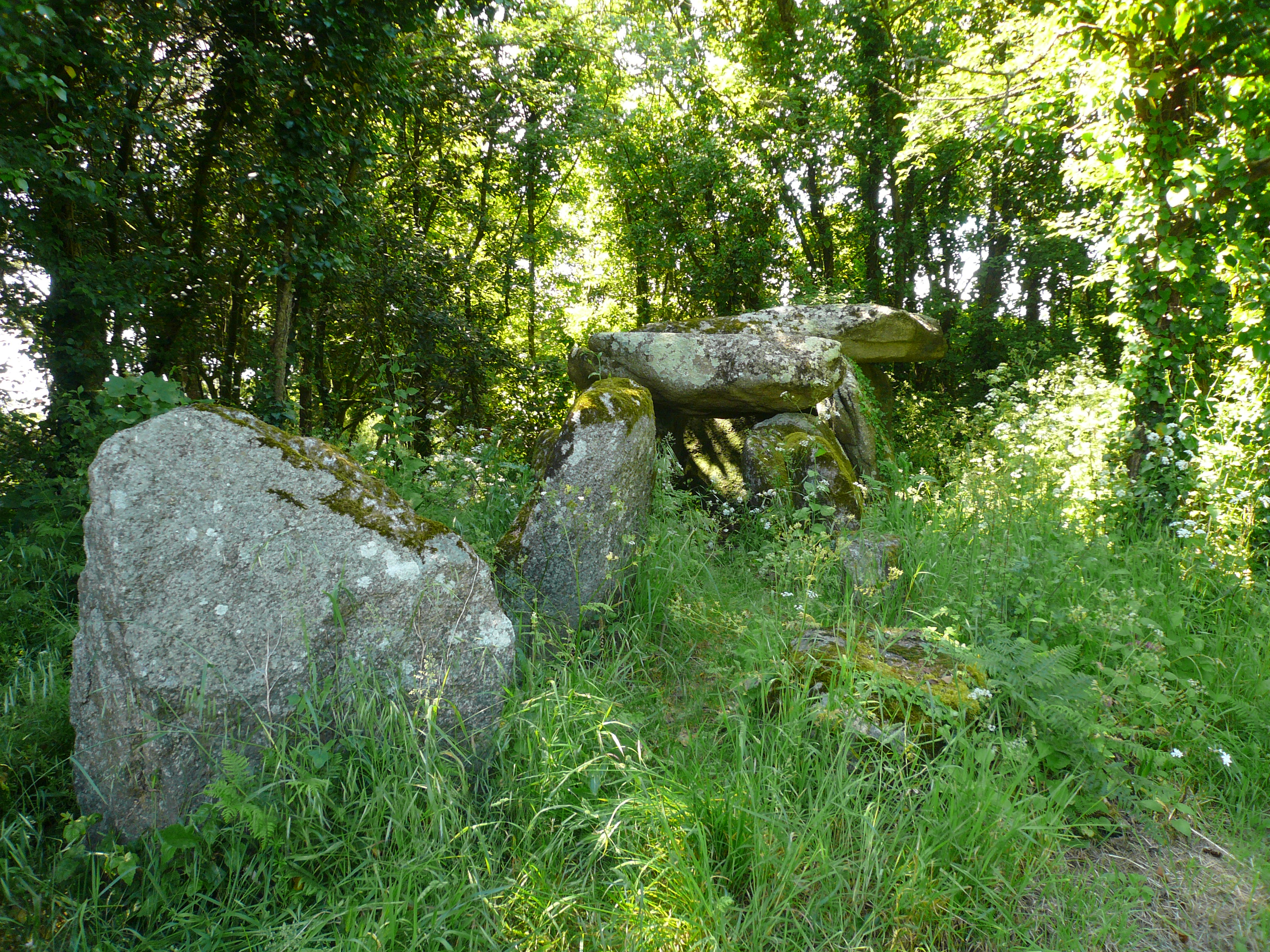
Dolmen von Lestriguiou

Der Dolmen von Lestriguiou ist ein etwa 5000 Jahre altes Galeriegrab mit Seitenzugang (französisch sépulture mégalithique à l’entrée latérale), das vor allem für seine Keramikfunde bekannt ist. Dolmen ist in Frankreich der Oberbegriff für neolithische Megalithanlagen aller Art (siehe: Französische Nomenklatur).
Der Dolmen von Lestriguiou liegt in einem kleinen Wald nördlich der D 785 zwischen Penmarc’h und Plomeur in der Cornouaille, im Département Finistère in der Bretagne in Frankreich. Es ist eine etwa 12,0 m lange Allée couverte mit zwei in situ erhaltenen Decksteinen am nördlichen Ende. Seine Kammer wurde aus ungeklärtem Grund nach und nach verlängert.
Obwohl es Zusammenhänge zwischen Anlagen mit seitlichem Zugang und der Keramik im T-förmigen Dolmen von Kerugou (Dolmen mit Seitenkammern, ohne Kopfnische) in der Nordbretagne gibt, sind die Formen unterschiedlich. Es dominiert die Quessoy-Brécé-Keramik mit Töpfen mit rundem oder flachem Boden. Die sonstige Ausstattung umfasst Anhänger, geschliffene Äxte, rohe oder retuschierte Klingen und Dolche. Sie sind ziemlich nahe den Formen des Eteauville-Stils oder der Île Briand, die sich vom Tal der Loire bis zur Nordküste und in den Nordwesten des Départements Morbihan finden. Galerien mit seitlichem Zugang sind in Frankreich selten.
Auf dem hinteren Deckstein sind sieben Schalen von 5,5 bis 9,0 cm Durchmesser eingraviert.
Dolmen waren um Plomeur einst zahlreich. Nur sechs weitere sind erhalten: Kerboulen, Kersidal, Kerugou, Penker ar Bloaz, Menez-Lann-Du und Pointe de la Torche.